# فقرة رباعية
| أدب إسباني |
| --- |
| |
| أدب ألفونسو العاشر أدب العصور الوسطى الترجمات في العصر الذهبي الإسباني أدب عصر النهضة رواية فروسية رواية شطارية رواية بيزنطية ميغيل دي ثيربانتس أدب الباروك أدب عصر التنوير أدب الرومانسية أدب الواقعية أدب الحداثة الأولترايسمو جيل 98 جيل 1914 جيل 27 جيل الخمسينات رواية اجتماعية إسبانية ما بعد الحرب |
| انظر أيضًا |
| نقد أدبي • الانطباعية • رومانسية المدرسة الإبداعية • النقد أدب بورتوريكو • البوم الأمريكي اللاتيني البرناسي • واقعية أدبية • طبعانية الرومانسية الجديدة • العبثية في الأدب • باروكية • واقعية سحرية حداثة • كلاسيكية • سريالية • رمزية                                                                    |

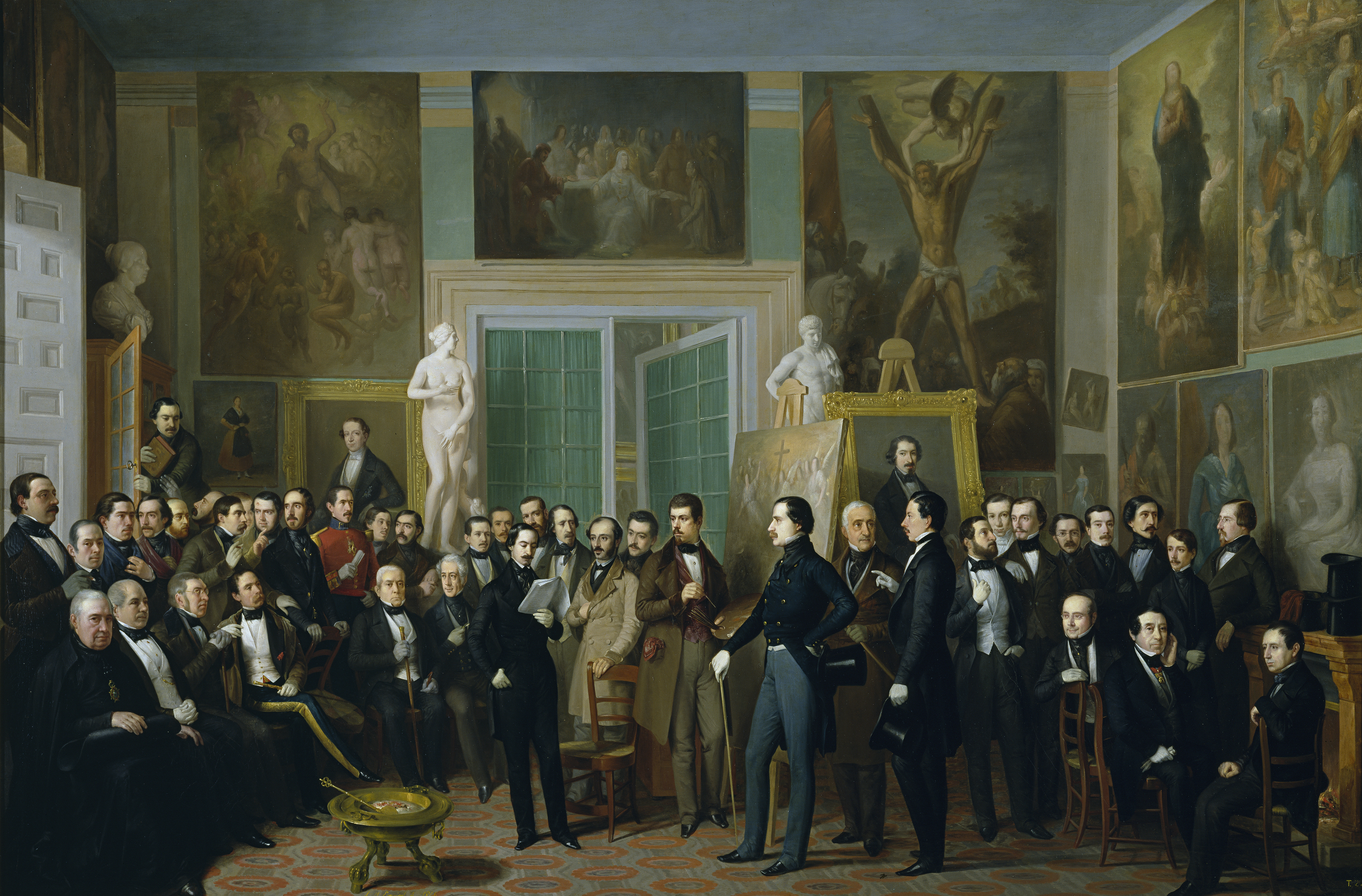
هذه اللوحة هي الأشهر للفنان الإسباني أنطونيو ماريا إسكيفيل (1806-1857) ،تأثيرها في تصوير الشعراء المعاصرين

الفقرة الرباعية هي نوع من الأبيات في الشعر الاسباني التي استخدمتها مدرسة أدب الرهبان، وهي مدرسة سردية في القرون الوسطى نشأت خلال القرن الثالث عشر. كان جونثالو دي بيرثيو وخوان رويث، قس هيتا، أول الكتاب المعروفين بها. تسمى أيضا بالرباعية أحادية القافية، وتتكون من أربع أبيات أليخاندرية/سكندرية، أي من أربعة عشر مقطعاً وأحادية القافية، موزعة علي شطرين من سبعة مقاطع، مع وقفة بينهما. الشكل الشعرى هو: البيت الاول (7+7) 14A البيت الثاني (7+7) 14A البيت الثالث (7+7) 14A البيت الرابع (7+7) 14A.
يأتي اسمها من "quadrivium" (باللاتينية تعني الأربعة طرق)، في إشارة إلي العلوم الأربعة التي كانت تشكل أساس الدراسات في العصور الوسطى والتي جاءت من الفيثاغوريين

## التسمية
جاء ذلك الاسم من كتاب الاسكندر، أول عمل باللغة القتالية مكتوب بطريقة " الفقرة الرباعية"
مهنتي جميلة ، ليست من فن الجوالة، إنها مهنة بلا خطيئة، فهي تأتي من رجال الدين أتحدث بشعر مقفي على نهج "الفقرة الرباعية" بعدد محدد من المقاطع فهي مهارة عظيمة.
(البيت الثاني من كتاب الاسكندر، النسخة النقدية لفرانسيسكو ماركوس ماريان ).
بهذا المصطلح " الفقرة الرباعية "يشير المؤلف المجهول لكتاب الاسكندر الي quadrivium أو الدراسات العليا في العصور الوسطى، التي تتكون من أربع مواد او مسارات (الموسيقى، الرياضيات، الهندسة، الحساب) مقابل المعارف الخاصة ب "التريفيم" المكونة من ثلاث مواد: النحو والبلاغة والمنطق.
ومن نفس البيت يأتي أيضا مصطلح مهنة" رجال الدين".